# Котляр, Эльмира Пейсаховна
Эльми́ра Пейса́ховна (Петро́вна) Котля́р (15 марта 1925, Казань, Татарская АССР — 18 октября 2006, Москва) — советская поэтесса и переводчица.

## Биография
Родилась в Казани. В 1931 году семья переезжает в Москву. Училась в музыкальной школе. Во время войны — в эвакуации на Урале, работала в детском саду. В 1953 году окончила Московский государственный педагогический институт им. В.И.Ленина. Преподавала в педагогическом училище.
Дебютировала со стихами в 1955 году (в «Литературной газете», с предисловием Владимира Луговского). С тех пор публиковала стихи в ведущих литературных изданиях. В то же время в 1960 году стихи Эльмиры Котляр появились и в самиздатском альманахе «Синтаксис». В 1961 году вступает в Союз писателей СССР (по рекомендациям С. Я. Маршака и П. Г. Антокольского).
Автор нескольких стихотворных сборников и многих книг для детей. Занималась поэтическими переводами с разных языков.
После встречи с Александром Менем в 1989 году приняла православие.
Награждена медалью. С 1990-х годов — член Союза писателей Москвы. Лауреат премии журнала «Новый мир» за 1997 год.

## Сочинения

### Поэзия
- Ветка: Стихи. М., 1958.
- Свет-город: Стихи. М., 1965.
- Акварели: Стихи. М., 1973.
- Свет-город: Избранное. М., 1989.
- В руки Твои: Духовные стихи. М., 1999.
- Роскошное местечко: Повесть в стихах. — М., 2001.
- Господи, Ты Свидетель…: Избранные стихи/ Рис. Ф. Ярбусовой, Ю. Норштейна. — М.: РОССПЭН, 2007. — 288 с.

### Стихи для детей
- Пряничный домик. М., 1971.
- Морские камешки. М., 1972.
- Остров зверей. М., 1972.
- Весна в Аскании. М., 1974.
- У Кота Котофеича. М., 1975.
- Андрюша с Кирюшей. М., 1976.
- Гори, гори, янтарик. М., 1978.
- Сундук с орехами. М., 1978.
- А как бежал олень. М., 1979.
- Добрая хозяюшка. М., 1981.
- Как на нашей улочке. М., 1981.
- Две гармошки — два Тимошки. М., 1985.
- Часы-часики. М., 1986.
- Дарума и Ванька-Встанька. М., 1991.
- Добрая хозяюшка. М., 2002.
- В моём саду. М., 2005.
- Звериная карусель. М., 2005.
- Оранжевый нос в землю врос. М., 2005.
- Рыба-меч. М., 2005.
- Часы-часики. М., 2005.
- Остров зверей. М., 2008.

### Переводы
- Муравейка И. А. Бежит дорожка. М., 1968.
- Бендова К. Сверчок на скрипочке играет. М., 1980.
- Лось Е. Л. Синие дни. М., 1973.
- Колас Я. Рак-усач. М., 1976.
- Утка, утка, дикий гусь!: Венгерские народные песенки. М., 1977.
- Разноцветников А. Кто тут? М., 1978.
- Блюм С. Вкусная каша. М., 1979.
- Подъяворинская Л. Строил воробей. М., 1979.
- Топольская М. Два ветерка. М., 1980.
- Разцветников А. Заходите в мой сад. М., 1982.
- Юхма М. Собрала Эльби гостей. М., 1984.
- Малина К. Данчо - смелый мальчишка. М., 1986.

## Факты
У верблюда два горба,
Потому что жизнь – борьба!
Это двустишие Эльмиры Котляр из книги "Остров зверей" стало афоризмом. Оно приобрело популярность после того, как прозвучало в фильме Гараж Эльдара Рязанова.
Его произносит героиня Лии Ахеджаковой в следующей реплике:
"Один семилетний мальчик написал стихотворение такое:
У верблюда - два горба,
потому что жизнь - борьба!"